# NONSECT
NONSECT（ノンセクト）は、日本のロックバンド。

## 略歴
- 1980年　野呂孝一、堀江顕、横山輝一でユニットMITUDOMOEを結成。地元札幌を中心にLive活動を始める。
- 1983年　横山輝一脱退。その後、奥村公康(drs.)岩崎剛志(ba.)橋本誠(gt.)を迎えBlues、ReggaeをベースとしたロックバンドNONSECT結成。北海道中心に精力的にLive活動を開始する。
- 1984年3月　岩崎剛志(ba.)脱退。その後箕島秀文(ba.)を迎え、さらに活動を強化。
- 1984年6月　SD HOKKAIDO HIGUMA Labelより「No.94 / Harbor Street」リリース。
- 1986年　箕島秀文(ba.)橋本誠(gt.)脱退。同年、亀掛川真治(gt.) 広本葉子(key.) 伊藤浩士(ba.)を迎えさらにロック色を強くする。翌年日本コロムビアに移籍。
- 1988年3月　コロムビアBODYレーベルより、ファーストアルバム「GO-KOH[1]」リリース。全国展開にLive活動を行う。
- 1989年9月　セカンドアルバム「FOCUS POINT[2]」リリース。
- 1989年10月　シングル「哀しいね～Lonely City Blues / Heaven」リリース。同年、一年間に渡り「FOCUS POINT」全国ツアーを行う。
- 1990年3月　方向性の違い、それぞれの活動のため解散。

## メンバー
- 野呂孝一（のろ こういち、1961年2月16日（64歳） - ）北海道三笠市出身、ボーカル[3]
- 堀江顕 （ほりえ あきら）北海道出身、ギター
- 亀掛川真治 （きけがわ しんじ）  ギター
- 奥村公康 （おくむら きみやす）ドラム
- 伊藤浩士 （いとう ひろし）ベース
- 広本葉子 （ひろもと ようこ、1961年1月29日（64歳） - ）北海道出身、キーボード

## 旧メンバー
- 岩崎剛志（いわせ つよし）ベース
- 橋本誠（はしもと まこと）ギター
- 箕島秀文（みのしま ひでふみ）ベース

## ディスコグラフィー
アルバム
・1988.03.21　GO-KOH ＜CD/32CA-2178/BODY＞
　01.Hadashi-No Adrian
　02.Magic
　03.1999
　04.Itoshiki Replicant
　05.Change Your Mind
　06.Line Out
　07.Mata-Hari
　08.Scarecrow
　09.Show Time in My Life
　10.Black and White
・1989.09.21  FOCUSPOINT ＜CD/CA-3896/BODY＞
　01.Heaven
　02.N.Y. Station Hotel
　03.(You Need) Someone to Love
　04.哀しいね～Lonely City Blues
　05.Just Say Good-bye
　06.Sky Child
　07.PASSER-BY
　08.Inside Loneliness
　09.愛した分だけ愛されたい
　10.BLOWIN’
シングル
・1984.06.21  No.94/ Harbor Street  ＜07SD 1(YGSS 40/ SDHOKKAIDO HIGUMA Label＞
　01.No.94
　02.Harbor Street
.1989.10.21哀しいね～Lonely City Blues/Heaven  ＜CD/CA-8318/BODY＞
　01. 哀しいね～Lonely City Blues 
　02. Heaven